# Leopold Trattinnick
Leopold Trattinnick (Klosterneuburg, 26 maggio 1764 – Vienna, 24 gennaio 1849) è stato un botanico e micologo austriaco.
Fu il primo curatore del "Gabbinetto botanico della Corte", fondata per Francesco II d'Asburgo-Lorena.

## Pubblicazioni
- Anleitung zur Cultur der ächten Baumwolle in Österreich. Vienna, 1797
- Genera plantarum methodo naturali disposita (Vienna, 1802).
- Fungi Austriaci ad specimina viva cera expressi, descriptiones ac historiam naturalem completam addidit L. Trattinnick, etc. (Oesterreichs Schwämme, etc.) Lat. & Germ. Liefer. 1-3. Vienna, 1804-1805
- Die eßbaren Schwämme des Oesterreichischen Kaiserstaates. 1809, 2. Aufl. 1830
- Archiv der Gewächskunde. Vienna 1811-1818
- Auswahl ... sehr merkwürdiger Gartenpflanzen. 1812-1822
- Flora des Oesterreichischen Kaiserthumes. Dos volúmenes, Vienna, 1816-1820
- Botanisches Taschenbuch oder Conservatorium aller Resultate Ideen und Ansichten aus dem ganzen Umfange der Gewächskunde. Vienna, 1821
- Thesaurus Botanicus. Ed. Dunthorne 307; Great Flower Books, 78 pp. + 80 coloreadas a mano; Nissen BBI, Stafleu TL2 14.879. Vienna, 1819
- Rosacearum monographia. 1823-1824
- Genera nova plantarum iconibus observationesque illustrata. Selbstverlag. 1825
- Neue Arten von Pelargonien deutschen Ursprunges. 1825-1843